# ياسمين فيني
ياسمين فيني (بالإنجليزية: Yasmin Finney) (مواليد 30 أغسطس 2003) هي ممثلة إنجليزية، وناشطة على مواقع التواصل الإجتماعي. عرفت بدورها في مسلسل هارت ستوبر، الذي يعرض على شبكة نتفليكس منذ 2022، والذي أدى لترشيحها لجائزة إيمي للأطفال والعائلة لأفضل أداء مساعد. كما مثلت في دور روز نوبل في مسلسل "دكتور هو" على قناة بي بي سي منذ عام 2023.

## وصلات خارجية
- ياسمين فيني على موقع IMDb (الإنجليزية)
- ياسمين فيني على موقع ألو سيني (الفرنسية)
- ياسمين فيني على موقع قاعدة بيانات الفيلم (الإنجليزية)
- ياسمين فيني على موقع ليتربوكسد (الإنجليزية)